# Los Estudiantes
Los Estudiantes fueron una banda española de rock and roll surgida en Madrid en 1957 y cuya trayectoria abarca desde ese año hasta principios de 1964 (año de su disolución).
Se les considera, junto a otros grupos como Los Pájaros Locos, el Dúo Dinámico, Los Milos o Los Rocking Boys, auténticos pioneros del rock en España. Algunos críticos les atribuyen la publicación del primer disco de rock español: un Ep de 1959 titulado "El Rock and Roll de Los Estudiantes" (aunque la cosa no está clara, pues tanto el Dúo Dinámico como Los Pájaros Locos editaron discos ese mismo año).

## Biografía
La banda, tras una etapa claramente amateur que arranca en 1955, se configura definitivamente en el año 1957. A pesar de la entrada y salida de diferentes componentes, su formación clásica y más recordada es la constituida por José Alberto Gosálvez al bajo, Fernando Arbex a la batería, y Pepe Barranco (líder, voz principal y fundador del grupo), Luis Arbex y José Luis Palacios a las guitarras. Otros miembros, que formaron parte del grupo a lo largo de sus poco más de seis años de existencia, fueron Luis Sartorius, Manuel González, José Fábregas, Rafael Aracil y Adolfo Abril.
Desde el principio se caracterizaron por tocar exclusivamente rock and roll, versionando en inglés o español temas de Elvis Presley, Little Richard, Ritchie Valens y otros (e incluso temas relativamente oscuros como el "Woo-Hoo" de George Donald McGraw); y creando también sus propias composiciones de rock, tanto instrumentales como cantadas en castellano. Participaron en programas televisivos y fueron una de las bandas destacadas en la programación de las famosas Matinales del Price de principios de los 60. En su día, se habló de su rivalidad musical con Los Pekenikes, otro gran grupo español.
A principios de 1964 dos de sus miembros (Luis Arbex y Luis Sartorius) murieron en sendos accidentes de tráfico y la banda se disolvió. Algunos de sus componentes se integraron en otros grupos o formaron nuevas bandas. Barranco pasó a Los Pekenikes y, poco después, en 1965, fundó Los Flecos. Fernando Arbex y Manolo González, por su parte, montaron Los Brincos.

## Discografía
- Ep El Rock and roll de Los Estudiantes: "Woo-Hoo/La Bamba/Ready Teddy/Me enamoré de un ángel" (1959).
- Ep: "It I'll Be Me/Una estrella fugaz/Colette/Guitarra tango" (1963).
- Ep: "Don Quijote/Pecosa/Poncho/La pulga" (1963).